# Rosult
 Rosult là một xã ở trong tỉnh Nord ở miền bắc nước Pháp. Xã này có diện tích 8,16 kilômét vuông, dân số năm 1999 là 1838 người. Xã nằm ở khu vực có độ cao trung bình 19 mét trên mực nước biển.